# Jessica Sylvester
Jessica Sylvester, née le 9 juillet 1987 à Newcastle-under-Lyme, est une nageuse britannique spécialiste de nage libre. Elle a participé aux Jeux olympiques de 2008.

## Palmarès

### Jeux olympiques
- Jeux olympiques 2008 à Pékin (Chine)
  - 7e de la finale du relais 4 × 100 m nage libre.

### Championnats d'Europe

#### Grand bassin
- Championnats d'Europe 2010 à Budapest (Hongrie) :
  -  Médaille d'argent du relais 4 × 100 m nage libre.